# Киекки
Киекки, Киеки, Южное Рыбное — пресноводное озеро на территории Кестеньгского сельского поселения Лоухского района Республики Карелии.

## Общие сведения
Площадь озера — 1,2 км², площадь водосборного бассейна — 21,6 км². Располагается на высоте 146,0 метров над уровнем моря.
Форма озера продолговатая: оно более чем на два километра вытянуто с запада на восток. Берега каменисто-песчаные, местами заболоченные.
Через озеро течёт река Така, берущая начало из озера Ярошъярви и впадающая в Топозеро.
Населённые пункты и автодороги вблизи водоёма отсутствуют.
Код объекта в государственном водном реестре — 02020000411102000000131.